# Ligne de tramway R (TELB, 1897)
Pour les articles homonymes, voir Ligne R.
Ne doit pas être confondu avec Ligne de tramway R (Lille, 1904).
La ligne R est une ancienne ligne du tramway de Lille.

## Histoire
La ligne est supprimée le 12 juillet 1902.